# Вівсянчик чилійський
Вівся́нчик чилійський (Phrygilus gayi) — вид горобцеподібних птахів родини саякових (Thraupidae). Мешкає в Чилі і Аргентині. Вид названий на честь французького натураліста Клода Гея.

## Опис
Довжина птаха становить 15,5-16,5 см. Виду притаманний статевий диморфізм. У самців голова, шия і верхня частина грудей сизувато-сірі, перед очима темні плями. Покривні пера крил сизувато-сірі, першорядні махові пера чорнуваті. Хвіст чорнуватий з сірими краями. Спина і нижня частина тіла оливково-жовті, живіт і гузка білуваті. Дзьоб зверху темний, знизу світліший. Самиці мають темпне, коричнювато-сіре забарвлення, обличчя у них поцятковане білими плямками, груди охристі.

## Підвиди
Виділяють три підвиди:

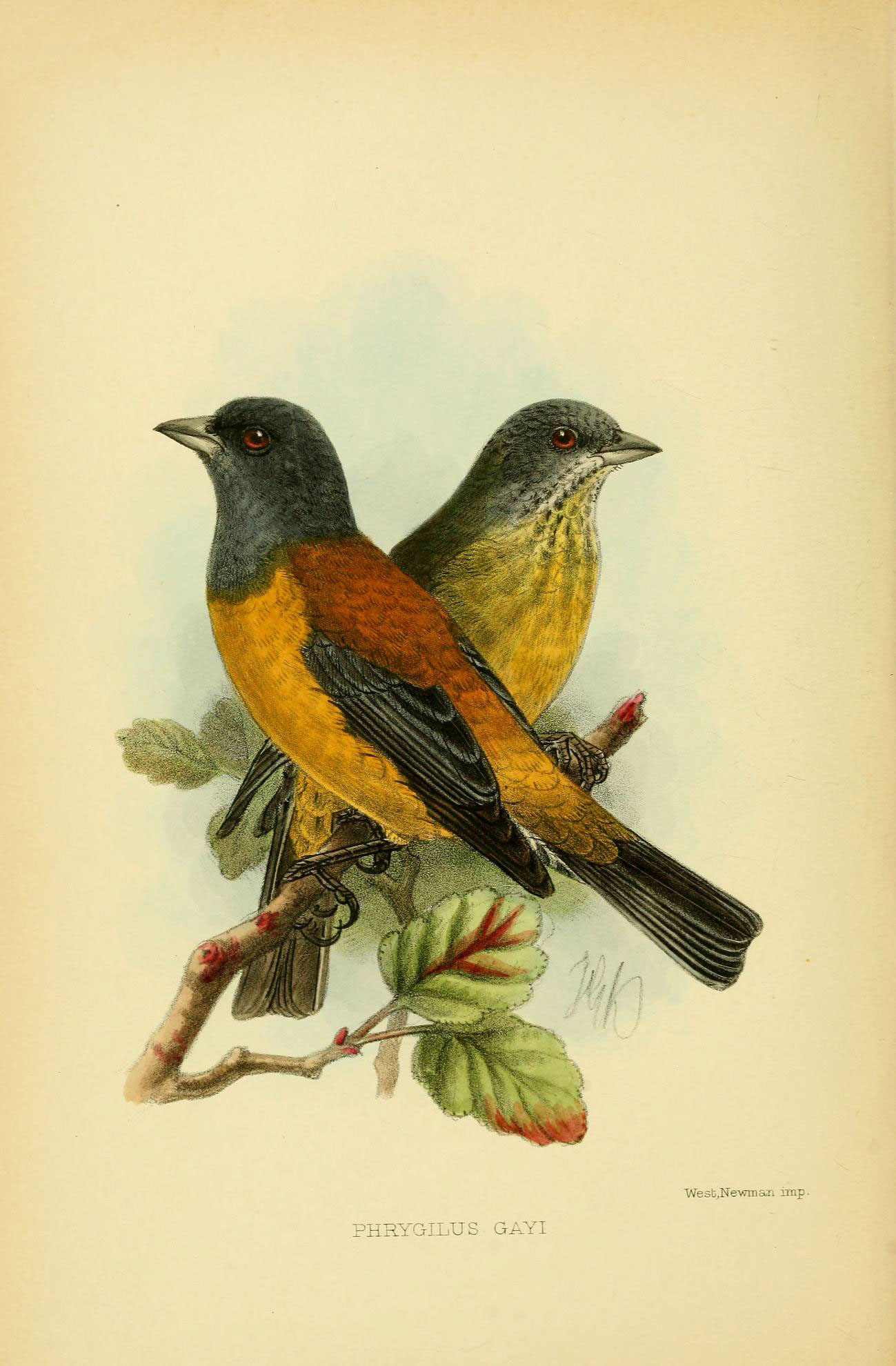
Пара чилійських вівсянчиків

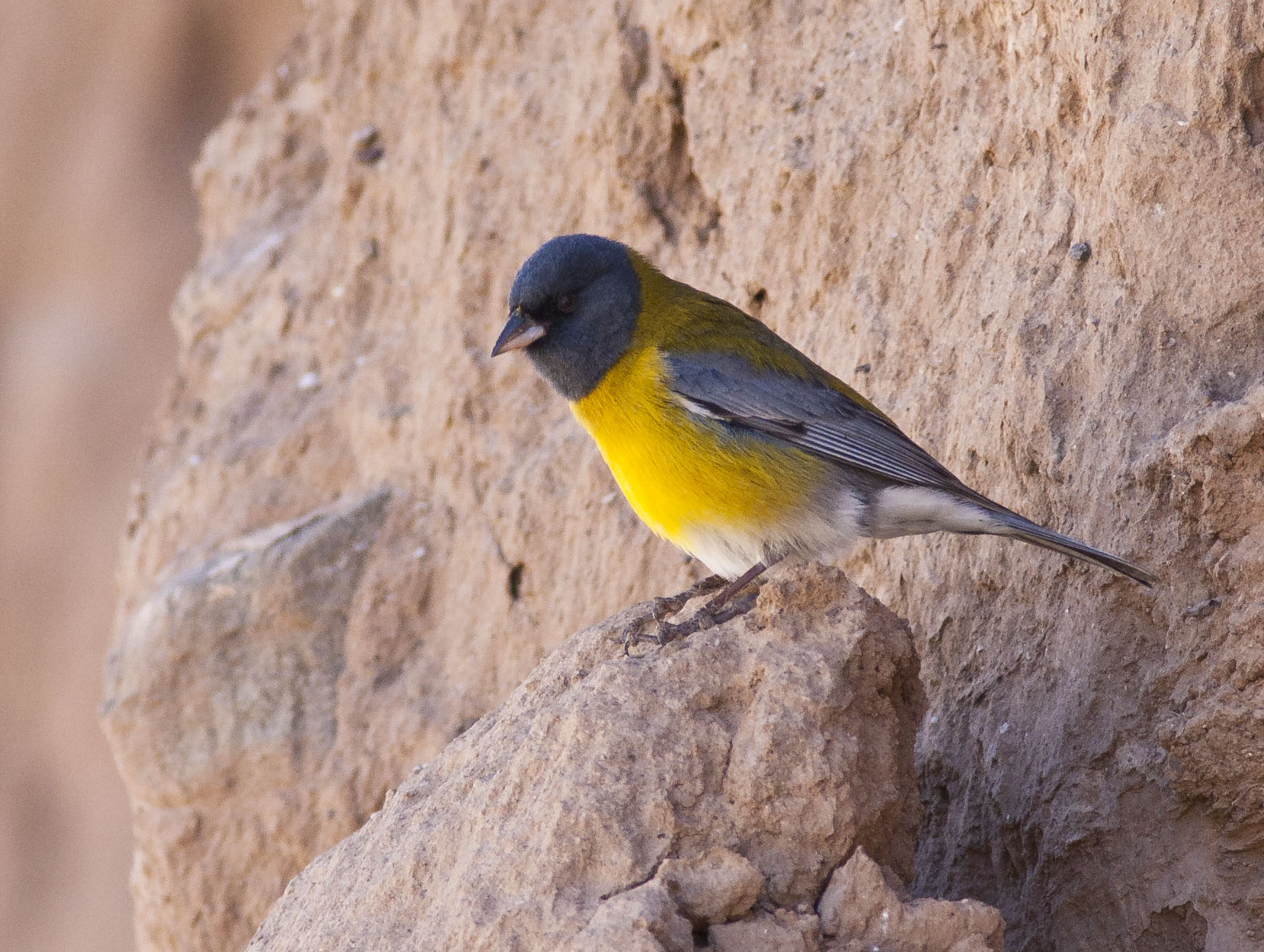
Самець чилійського вівсянчика

- P. g. gayi (Gervais, 1834) — північне і центральне Чилі (від Кокімбо до Кольчагуа);
- P. g. minor Philippi Bañados & Goodall, 1957 — тихоокеанське узбережжя на півночі центрального Чилі (від Атаками до Вальпараїсо);
- P. g. caniceps Burmeister, 1860 — західна Аргентина (на південь від західної Сальти), південне Чилі (на південь від Айсена) та Вогняна Земля.

## Поширення і екологія
Чилійські вівсянчики мешкають переважно в Андах на кордоні Аргентини і Чилі. Взимку частина популяції мігрує на схід до Патагонії. Чилійські вісянчики живуть у високогірних чагарникових заростях, зустрічаються на висоті до 3500 м над рівнем моря. Живляться насінням, а також дрібними безхрбетними і ягодами. Взимку споживоють виключно насіння. Серез розмноження триває з жовтня по лютий. Гніздо широке, встелене травою або шерстю, розміщується в чагарниках або на землі. В кладці від 2 до 5 світлих, блакитнувато-зелених з коричневими плямками яєць розміром 22×16 мм.